# Callas (Francja)
Callas – miejscowość i gmina we Francji, w regionie Prowansja-Alpy-Lazurowe Wybrzeże, w departamencie Var.
Według danych na rok 1990 gminę zamieszkiwało 1276 osób, a gęstość zaludnienia wynosiła 26 osób/km² (wśród 963 gmin regionu Prowansja-Alpy-W. Lazurowe Callas plasuje się na 337. miejscu pod względem liczby ludności, natomiast pod względem powierzchni na miejscu 152.).